# Departamento Constitución
Constitución es un departamento en la provincia de Santa Fe (Argentina), formada por ley el 18 de diciembre de 1890 tras la elevación a 18 departamentos de la provincia de Santa Fe, separando su distrito del departamento General López.

## Distritos
El departamento comprende un total de 19 distritos, categorizados en 1 municipio de 2.ª categoría:
| Barrio Arroyo del Medio | 310    |
| Villa Constitución      | 47.374 |

Y 18 comunas:
| Comuna                     | Población comuna (2010) | Localidad                  | Población localidad (2010) |
| Alcorta                    | 7.603                   | Alcorta                    | 7.450                      |
| Bombal                     | 3.376                   | Bombal                     | 3.137                      |
| Cañada Rica                | 711                     | Cañada Rica                | 641                        |
| Cepeda                     | 440                     |                            |                            |
| -------------------------- | ----------------------- | -------------------------- | -------------------------- |
| Cepeda                     | 440                     | Cepeda                     | 349                        |
| Cepeda                     | 440                     | Stephenson                 | 54                         |
| Empalme Villa Constitución | 6.410                   | Empalme Villa Constitución | 6.241                      |
| General Gelly              | 702                     | General Gelly              | 610                        |
| Godoy                      | 1.386                   | Godoy                      | 1.189                      |
| Juan Bernabé Molina        | 1.382                   | Juan Bernabé Molina        | 1.265                      |
| Juncal                     | 1.112                   | Juncal                     | 941                        |
| La Vanguardia              | 420                     | La Vanguardia              | 385                        |
| Máximo Paz                 | 3.513                   | Máximo Paz                 | 3.441                      |
| Pavón                      | 1.880                   |                            |                            |
| Pavón                      | 1.880                   | Barrio Mitre               | 816                        |
| Pavón                      | 1.880                   | Pavón                      | 876                        |
| Pavón                      | 1.880                   | Rincón de Pavón            | S/D                        |
| Pavón Arriba               | 1.992                   | Pavón Arriba               | 1.834                      |
| Peyrano                    | 2.552                   | Peyrano                    | 2.517                      |
| Rueda                      | 626                     | Rueda                      | 471                        |
| Santa Teresa               | 3.149                   | Santa Teresa               | 3.039                      |
| Sargento Cabral            | 1.064                   | Sargento Cabral            | 1.007                      |
| Theobald                   | 529                     | Theobald                   | 421                        |

## Demografía
Según los resultados definitivos del censo de 2022 la población del departamento alcanza los 93.441 habitantes.
La población se encuentra repartida en 48 011 mujeres y 45 430 hombres, con un índice de masculinidad de 94,6 hombres por cada 100 mujeres. 
La edad mediana de la población es de 35 años (37 años entre las mujeres y 34 años entre los hombres).
El 14,6% de la población tiene más de 65 años (frente al 13,5% en 2010), y el 3,7% de la población tiene más de 80 años (frente al 3,5% en 2010)
De las personas residentes en el departamento, unas 14 583 (15,6% del total departamental) nacieron en otra provincia, y unas  837 (0,9% del total departamental) lo hicieron fuera del país, siendo los grupos de inmigrantes más numerosos los provenientes de:
- Paraguay: 124 personas
- Italia: 110 personas
- Bolivia: 66 personas
- Colombia: 45 personas
- Chile: 43 personas

## Límites
Limita con 4 departamentos de la provincia de Santa Fe, con 3 partidos de la provincia de Buenos Aires y con 1 departamento de la provincia de Entre Ríos.
- Departamentos: Departamento Rosario, Departamento Caseros, Departamento General López, Departamento San Lorenzo y Departamento Gualeguay.

- Partidos: Partido de Colón, Partido de Pergamino y Partido de San Nicolás.

| Noroeste: Departamento Caseros (Santa Fe)                                         | Norte: Departamento San Lorenzo (Santa Fe) y Departamento Rosario (Santa Fe) | Nordeste: Departamento Gualeguay (Entre Ríos)  |
| Oeste: Departamento General López (Santa Fe)                                      |                                                                              | Este: Partido de San Nicolás (Buenos Aires)    |
| Suroeste: Departamento General López (Santa Fe) y Partido de Colón (Buenos Aires) | Sur: Partido de Pergamino (Buenos Aires)                                     | Sureste: Partido de San Nicolás (Buenos Aires) |